# Mukō (Kioto)
Mukō (向日市 Mukō-shi?) es una ciudad localizada en la prefectura de Kioto, Japón. En junio de 2019 tenía una población de 56.407 habitantes y una densidad de población de 7.307 personas por km². Su área total es de 7,72 km².

## Geografía

### Localidades circundantes
- Prefectura de Kioto
  - Kioto
  - Nagaokakyō

## Demografía
Según datos del censo japonés, la población de Mukō se ha mantenido estable en los últimos años.
| Año del censo | Población |
| ------------- | --------- |
| 1995          | 53.290    |
| 2000          | 53.425    |
| 2005          | 55.041    |
| 2010          | 54.328    |
| 2015          | 53.380    |